# Tulip おいしい曲すべて 1972-2006 〜Mature Days
『Tulip おいしい曲すべて 1972-2006 ～Mature Days』（チューリップ おいしいきょくすべて 1972-2006 マチュアデイズ）は、チューリップのベスト・アルバム。2006年9月21日発売。

## 解説
35周年記念の一つとして発売された2枚のベスト・アルバムの1枚。Matureの意味は「成熟した」。もう1枚の『Tulip おいしい曲すべて 1972-2006 Young Days〜』と同日発売。
ビートルズのいわゆる青盤に倣ったデザインで、第2期から再結成後までの出来事のコラージュ写真を背景にしたアルバム発売時のメンバーの写真が用いられている。
1979年からアルバム発売当時までの楽曲が発売順に収録されている。
また、1979年以降在籍したメンバーのうち、財津和夫と姫野達也のボーカル曲の他に宮城伸一郎の楽曲も1曲収録されている一方、『Young Days』にボーカル曲が収録された安部俊幸、上田雅利を除く、吉田彰、伊藤薫、松本淳、丹野義昭、高橋裕幸の楽曲は本作に収録されていない。

## 収録曲
DISC-1
1. 虹とスニーカーの頃
  - 作詞／作曲：財津和夫　編曲：チューリップ　ボーカル：財津和夫
2. Give me a chance
  - 作詞／作曲：財津和夫　編曲：チューリップ　ボーカル：財津和夫
3. 神様に感謝をしなければ
  - 作詞：安部俊幸／作曲：姫野達也　編曲：チューリップ　ボーカル：姫野達也
4. Someday Somewhere
  - 作詞／作曲：財津和夫　編曲：チューリップ　ボーカル：財津和夫
5. I am the Editor（この映画のラストシーンは、ぼくにはつくれない）
  - 作詞／作曲：財津和夫　編曲：チューリップ　ボーカル：財津和夫
6. The Love Map Shop
  - 作詞／作曲：財津和夫　編曲：チューリップ　ボーカル：財津和夫
7. さよなら道化者
  - 作詞／作曲：財津和夫　編曲：チューリップ・椎名和夫　ボーカル：財津和夫
  - ※アルバムバージョンを収録
8. Shooting Star
  - 作詞／作曲：財津和夫　編曲：チューリップ　ボーカル：財津和夫
9. THE 10th ODYSSEY
  - 作詞／作曲：財津和夫　編曲：チューリップ　ボーカル：財津和夫
10. We Can Fly
  - 作詞／作曲：財津和夫　編曲：チューリップ　ボーカル：財津和夫
11. 2222年ピクニック
  - 作詞／作曲：財津和夫　編曲：チューリップ　ボーカル：財津和夫
12. 心の中は白い画用紙
  - 作詞：財津和夫／作曲：姫野達也　編曲：チューリップ　ボーカル：姫野達也
13. 星空の伝言
  - 作詞／作曲：財津和夫　編曲：チューリップ　ボーカル：財津和夫
14. この小さな掌（詩歩子へ）
  - 作詞：財津和夫／作曲：姫野達也　編曲：チューリップ　ボーカル：姫野達也
15. 愛の迷路
  - 作詞／作曲：財津和夫　編曲：チューリップ　ボーカル：財津和夫
16. I dream
  - 作詞／作曲：財津和夫　編曲：チューリップ　ボーカル：財津和夫

DISC-2
1. もっと幸せに素直になれたら
  - 作詞／作曲：財津和夫　編曲：チューリップ　ボーカル：財津和夫
  - ※アルバムバージョンを収録
2. Route 134
  - 作詞／作曲：宮城伸一郎　編曲：チューリップ　ボーカル：宮城伸一郎
3. OUR SONG
  - 作詞／作曲：財津和夫　編曲：チューリップ　ボーカル：財津和夫
4. 涙のパーティー
  - 作詞／作曲：財津和夫　編曲：チューリップ　ボーカル：財津和夫
5. くちづけのネックレス
  - 作詞／作曲：財津和夫　編曲：チューリップ　ボーカル：財津和夫
6. モーニング・スコール
  - 作詞／作曲：財津和夫　編曲：チューリップ　ボーカル：財津和夫
7. 抱きあって
  - 作詞／作曲：財津和夫　編曲：チューリップ・京田誠一　ボーカル：財津和夫
8. 真っ赤な花と水平線
  - 作詞／作曲：財津和夫　編曲：チューリップ　ボーカル：財津和夫
9. ストロベリー・スマイル　
  - 作詞／作曲：財津和夫　編曲：チューリップ　ボーカル：財津和夫
  - ※シングルバージョンを収録
10. Well（Mr.Good-bye）
  - 作詞／作曲：財津和夫　編曲：チューリップ　ボーカル：財津和夫
11. サボテンの花　
  - 作詞／作曲：財津和夫　編曲：チューリップ　ボーカル：財津和夫
  - ※1997年のセルフカバーバージョン
12. We believe in Magic
  - 作詞／作曲：財津和夫　編曲：チューリップ　ボーカル：財津和夫
13. シェア
  - 作詞／作曲：財津和夫　編曲：チューリップ　ボーカル：財津和夫
14. この愛は忘れていいよ
  - 作詞／作曲：財津和夫　編曲：チューリップ　ボーカル：財津和夫
15. あなたのいる世界
  - 作詞／作曲：財津和夫　編曲：チューリップ　ボーカル：財津和夫
16. hope
  - 作詞／作曲：財津和夫　編曲：チューリップ　ボーカル：財津和夫
17. 青春の影（2006 Anniversary Mix）　
  - 作詞／作曲：財津和夫　編曲：チューリップ　ボーカル：財津和夫　リミックス：茨木直樹
  - ※ボーナス・トラック
  - 1997年にセルフカバーした際の音源をリミックスしたバージョン。

## クレジット
TULIP 35th Anniversary Project
見上浩司、助川仁、柴野達夫、田中弘、秋山徹、建部俊也（Victor Entertainment, Inc.）
小原俊也（JVC Entertainment Networks）
岡田英次（OPRYLAND INC.）
小野良造、門脇重昭（PYRAMID Inc.）
秀間修一、吉田聡志（SHINKO MUSIC ENTERTAINMENT CO.,  LTD.）
鈴木護（FUJIPACIFIC MUSIC INC.）
Design STAFF
Art Direction & Design：tattaka、泉沢儒花（Bit Rabbit）
Visual Coordination：原亜由美、祖師雄一郎（V.D.C.）